# أروكاريا كننغامية
أروكاريا كننغامية (الاسم العلمي:Araucaria cunninghamii) هي نوع من النباتات يتبع جنس الأروكاريا من الفصيلة الأروكارية.